# تواریخ (پاترکولوس)
تواریخ (به لاتین: Historiae) با نام کامل «دو جلد تاریخ برای کنسول م. وینیکیوس» (به لاتین: Historiarum ad M. Vinicium consulem libri duo) دو اثر به زبان لاتین هستند که در سده یکم میلادی نگاشته شدند و مؤلف آن ولیئوس پاترکولوس می‌باشد. نخستین مُجَلد این دو کتاب حوادثِ رخداده از پایان جنگ تروآ تا سال ۱۴۶ قبل از میلاد را شامل می‌شود و کتاب دیگر حوادثِ تا مرگ لیویا دروسیلا در ۲۹ میلادی را شرح می‌دهد. پاترکولوس دو کتابش را در سال ۳۰ میلادی به سناتور مارکوس وینیکیوس ـ که دو مرتبه در سال‌های ۳۰ و ۴۵ میلادی به مقام کنسولی رسیده‌بود ـ تقدیم کرد.